# Bartolomeo Manfredi

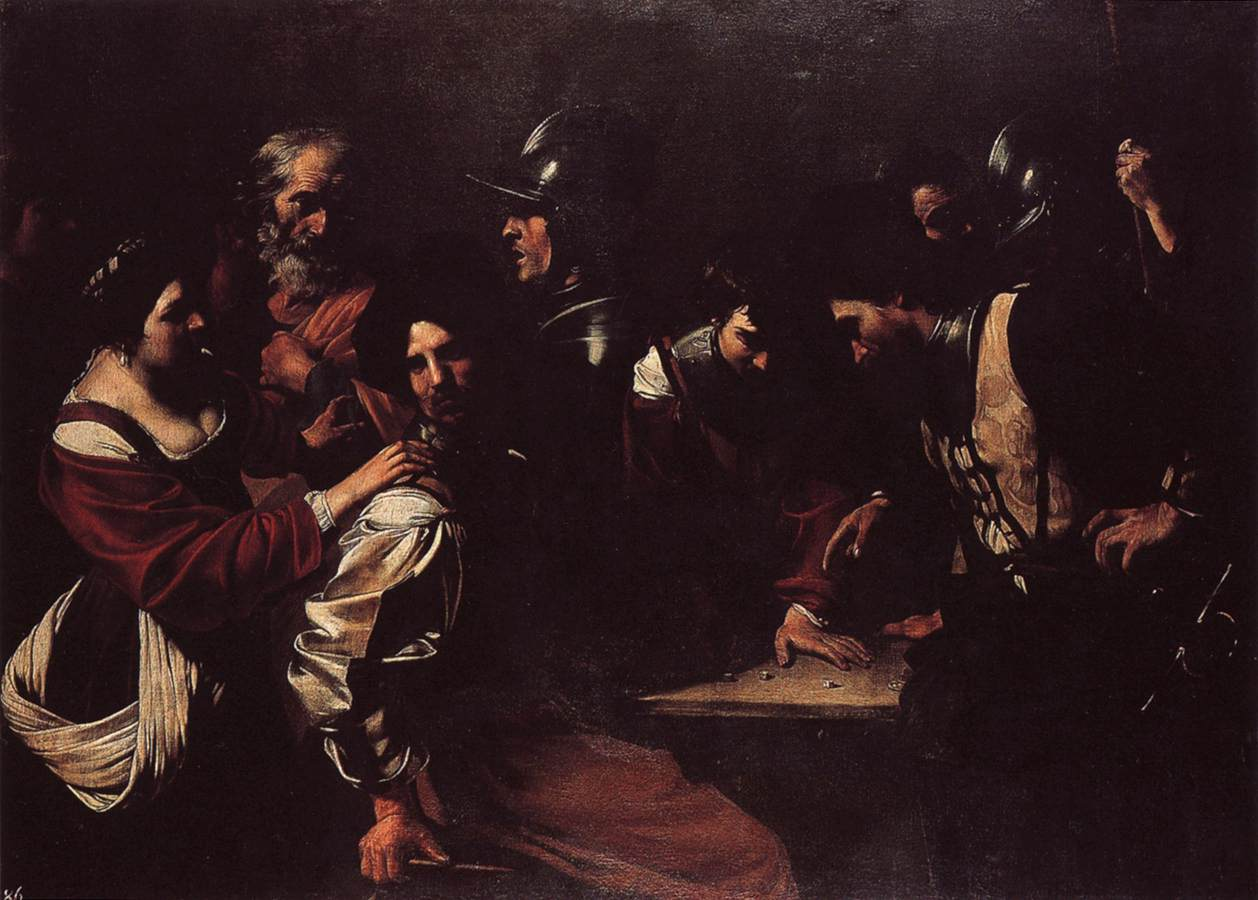
„Die Leugnung des Heiligen Petrus“ (um 1615),
Herzog Anton Ulrich-Museum, Braunschweig

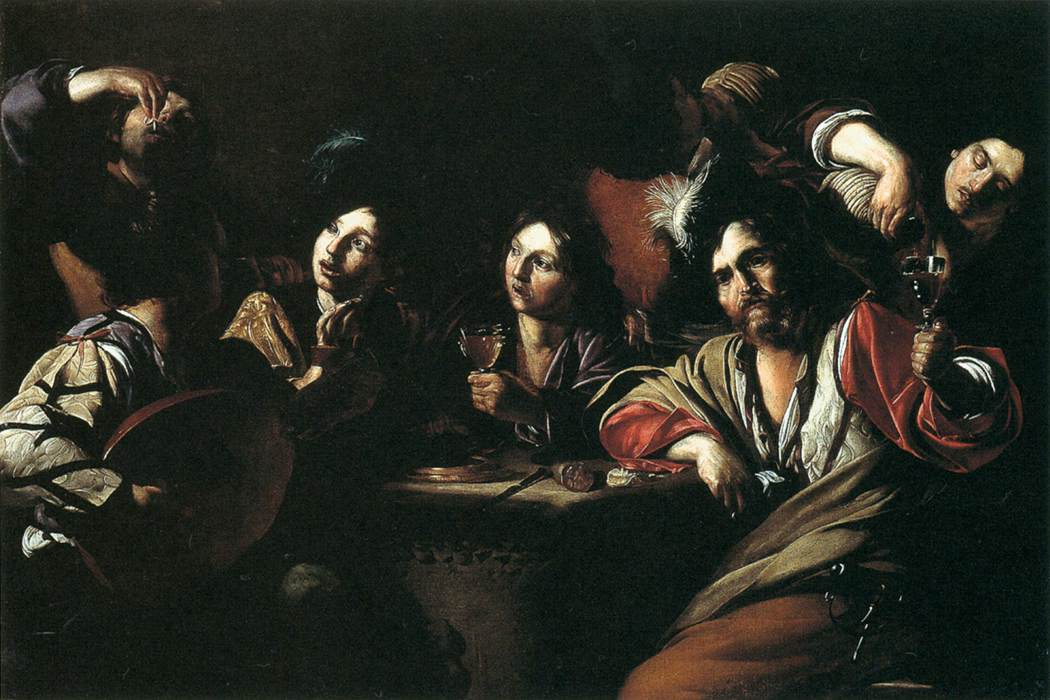
„Tavernenszene mit Lautenspieler“ (um 1621),
Los Angeles County Museum of Art, Los Angeles

Bartolomeo Manfredi (* 1582 in Ostiano oder Mantua; † 12. Dezember 1622 in Rom) war ein italienischer Maler des Manierismus und Frühbarock.

## Leben
Manfredi wurde in Rom ausgebildet, wo er ab 1600 war, und dort als erster Caravaggio-Nachahmer  bekannt. Er war vermutlich dessen Schüler in seinem Atelier und übernahm, nachdem Caravaggio 1606 Rom verlassen musste, dessen Nachfolge. Er benutze Caravaggios Licht- und Schattentechnik  (Chiaroscuro) für Genreszenen aus dem Soldaten-, Banditen- und Wirtshausmilieu, entwickelte aber dessen Stil fort. In Rom und im übrigen Italien war er recht populär und erfreute sich der Unterstützung wichtiger Mäzene und Sammler auch außerhalb Italiens, besonders nach Holland. Er beeinflusste auch die Utrechter Caravaggisten, malte aber in einem anderen Stil.
Zwischen 1610 und 1619 lebte er in Rom in der Pfarrei S. Andrea delle Fratte und 1618 ist der Maler Francesco Guarini sein Mitbewohner und Diener (servitore).
Zu seinen Schülern zählen Nicolas Régnier, Gerard Seghers und Valentin de Boulogne.